# Lygropia fusalis
Lygropia fusalis is een vlinder uit de familie van de grasmotten (Crambidae). De wetenschappelijke naam van deze soort is voor het eerst gepubliceerd in 1904 door George Francis Hampson.
Deze soort komt voor in Florida, de Bahama's, Cuba en Costa Rica.